# Eindhoven Team Time Trial 2007
La course cycliste Eindhoven Team Time Trial, également appelé Contre-la-montre par équipes du ProTour, a eu lieu le 24 juin 2007.
Dans l'exercice du contre-la-montre par équipe, le temps est pris sur le 5e coureur de l'équipe à franchir la ligne d'arrivée. C'est pourquoi l'équipe doit finir le parcours avec encore au moins cinq coureurs.
C'est la CSC qui l'emporte de justesse devant l'équipe Tinkoff. En effet, les deux équipes ne sont séparés que par 43 centièmes de seconde. L'équipe Team Milram prend la troisième place à 13 secondes. De plus, les quatre premiers coureurs de la Discovery Channel ont réalisé le meilleur temps absolu mais une chute survenu à l'entame du dernier kilomètre est venu ruiner les chances de victoires alors que l'équipe était à ce moment en tête de l'épreuve. Tomas Vaitkus est le 5e coureur de la Discovery Channel à franchir la ligne, arrive à 24 secondes. La Discovery Channel sera donc finalement quatrième.

## Classement final
| \| 1. Team CSC \| Danemark \| 53 min 36 s \| \| 2. Tinkoff Credit Systems \| Italie \| + 0 s 43 \| \| 3. Team Milram \| Italie \| + 13 s \| \| 4. Discovery Channel \| États-Unis \| + 25 s \| \| 5. Liquigas \| Italie \| + 31 s \| \| 6. Quick Step-Innergetic \| Belgique \| + 52 s \| \| 7. Caisse d'Épargne \| Espagne \| + 57 s \| \| 8. Crédit agricole \| France \| + 1 min 00 s \| \| 9. Predictor-Lotto \| Belgique \| + 1 min 16 s \| \| 10. AG2R Prévoyance \| France \| + 1 min 45 s \| |            |              |
| 1. Team CSC | Danemark   | 53 min 36 s  |
| 2. Tinkoff Credit Systems | Italie     | + 0 s 43     |
| 3. Team Milram | Italie     | + 13 s       |
| 4. Discovery Channel | États-Unis | + 25 s       |
| 5. Liquigas | Italie     | + 31 s       |
| 6. Quick Step-Innergetic | Belgique   | + 52 s       |
| 7. Caisse d'Épargne | Espagne    | + 57 s       |
| 8. Crédit agricole | France     | + 1 min 00 s |
| 9. Predictor-Lotto | Belgique   | + 1 min 16 s |
| 10. AG2R Prévoyance | France     | + 1 min 45 s |

## Composition des équipes
- 1er : Team CSC : Bobby Julich, Marcus Ljungqvist, Christian Vande Velde, Michael Blaudzun, Nicki Sørensen, David Zabriskie, Luke Roberts et Matthew Goss.
- 2e : Tinkoff Credit Systems : Daniele Contrini, Salvatore Commesso, Alexander Serov, Pavel Brutt, Mikhail Ignatiev, Vasil Kiryienka, Ivan Rovny et Nikolay Trusov.
- 3e : Team Milram : Martin Müller, Alessandro Cortinovis, Marcel Sieberg, Brett Lancaster, Andriy Grivko, Christian Knees, Volodymyr Dyudya et Niki Terpstra.